# Ван Тинсян
Ван Тинся́н (кит. 王廷相, 4 декабря 1474 — 23 сентября 1544) — китайский философ-неоконфуцианец, государственный деятель, писатель, поэт, учёный времен империи Мин.

## Биография
Родился в 1474 году в уезде Ифэн (современный Ланькао, провинция Хэнань) в семье мелкого землевладельца. В 1502 году получил высшую ученую степень цзинь ши и в статусе «многообещающего мужчину» (шу цзи ши) был оставлен в штате академии Ханьлинь. В 1504 году принимал участие в усмирении северных провинций. С 1530 до 1533 года занимал пост военного министра, а с 1533 в 1541 году возглавлял цензорат. В 1541 году, в результате дворцовых интриг был отстранен от должности и лишен всех чинов. Умер в 1544 году. В 1567 году Ван Тинсяна был посмертно реабилитирован.

## Философия
Оставаясь в рамках неоконфуцианства, Ван Тинсян выступал против обоих его главных направлений: официального — «Школы братьев Чэн — Чжу» и неофициального — «Школы Лу Цзю-юаня — Ван Ян-мина. В онтологических взглядах следовал за Чжан Цзаем и предшествовал Ван Фучжи. Универсальной мировой субстанцией считал «изначальную пневму» ("юань ци" 元氣), что существовала «до рождения неба ("тянь" 天) и земли ("ди" 地)», которая является «наивысшей вещью», корнем и телесным субстратом ("те" 體) «принципов» и дао, что содержит в себе «семена» всех объектов. «Великий предел» ("тай цзи" 太極), что была в чжусианцев интегратором всех «принципов», Ван Тинсян определял как першетворний аморфное состояние материальной, «реально наличествующей», что чувственно воспринимается «пневмы». «Изначальная пневма» вечна и неизменна, ее происхождение неизвестно, поэтому она, согласно Ван Тинсяном, тождественна «Великого предела». Помимо «изначальной пневмы» Ван Тинсян выделял производную от нее «пневму порождения» ("шэн ци" 生氣), образующую мир преходящих и изменчивых явлений, в котором воплощаются «формы» ("син" 形/型) и «принципы», а также полностью актуализируется дао.
В отличие от ортодоксальных конфуцианцев, утверждавших вечность «принципов» в общественной жизни, Ван Тинсян признавал их изменчивость во времени. «Индивидуальная природа» человека, по Ван Тинсяну, неотделима от «пневмы» и формируется осознанным жизненным опытом. Доброта «индивидуальной природы» изначально присуща только «досконаломудрим» ("шэн" 聖), простые же люди должны ее в себе воспитывать. Тезис Ван Тинсяна о получении благ и социальной обусловленности доброты противостоит ортодоксальным для конфуцианства положениям учения Мэн-цзы и сближает эти взгляды с концепцией Сюнь-цзы. Исходя из эмпирической обусловленности знания, Ван Тинсян критиковал возвеличивание его априорных форм типа «благих мыслей» ("лян чжи" 良志). С позиций реализма и практицизма Ван Тинсян выступал против теологических тенденций Дун Чжун-шу (II в. К н. Е..), «Нумерологии» Шао Юна (1011-1077) и квиетизма Чжоу Дуньи (1017-1073).

## Творчество
Основным произведениями Ван Тинсяна является «Собрание сочинений из домашнего книгохранилища господина Вана» и «Произведения, созданные Ван Тинсяном». Сюда вошли философские сочинения «Шэнь янь» («Расчетливые слова») и «Ван Цзюнь-чуань со чжу шу» («Переложение классики»). До этих сборников вошли классические рассказы.